# ستورمي هينلي
ستورمي بري هينلي (بالإنجليزية: Stormi Henley)‏ (ولدت في 6 ديسمبر 1990) ممثلة، مغنية، وعارضة أزياء أمريكية وحاملة لقب ملكة جمال اشتهرت بعد تتويجها بمسابقة
ملكة جمال مراهقات الولايات المتحدة الأمريكية 2009، بعد فوزها سابقًا بلقب مسابقة ملكة جمال مراهقات تينيسي الولايات المتحدة الأمريكية 2009.

## نشأتها
ولدت هينلي في 6 ديسمبر 1990 هي ابنة كيب وسيسي هينلي ولها أخت اسمها داربي هينلي، كان والدها هو الفائز في مسابقة The Big Break II التلفزيونية الواقعية لقناة The Golf. تخرجت عام 2009 من مدرسة مقاطعة كمبرلاند الثانوية ومثلت مدرستها في مسابقات الغولف الإقليمية.

## ملكة جمال مرهقات الولايات المتحدة الأمريكية
فازت هينلي بلقب ملكة جمال ملكة جمال مرهقات تينيسي الولايات المتحدة 2009 في 5 أكتوبر 2008 بعد دخولها في المسابقة للمرة الأولى.

## تمثيل
ظهرت ستورمي في فيلم "بويل هونش" (2015)، في الموسم الثالث من سيتكوم "بروكلين ناين-ناين.

## روابط خارجية
- ستورمي هينلي على موقع IMDb (الإنجليزية)
- ستورمي هينلي على إنستغرام